# Grau en Comunicació Audiovisual
El Grau en Comunicació Audiovisual proporciona als estudiants una formació que els capacitarà per a la presa de decisions creatives i professionals en el camp de la comunicació audiovisual i de la gestió dels recursos tecnològics en les empreses públiques i privades del sector. A més els donarà les eines necessàries per orientar la seva carrera professional en l'àmbit de la recerca en comunicació i per desenvolupar la base d'un perfil acadèmic i professional en el terreny dels mitjans de comunicació.
El títol de Graduat/a en Comunicació Audiovisual està implantat en tots els països de la Unió Europea, en centres adscrits a àrees d'Instituts Tecnològics, Art, Humanitats, Ciències Socials. En tots ells, des de perspectives diverses, però complementàries es busca formar en tot allò referent al món audiovisual. S'ha consolidat amb el pas dels anys i d'una manera més rellevant des de mitjan segle xx. Des d'una perspectiva social, cultural, política i econòmica s'han afermat estructures mediàtiques que han donat valor a l'existència d'aquests estudis en l'àmbit educatiu superior.

## Perfil d'ingrés
Tots els sol·licitants han de demostrar que són aptes per a la Comunicació Audiovisual; això inclou les següents qualitats i habilitats personals: transmetre cordialitat i interès en la comunicació audiovisual i ciències de la informació, interès autèntic en la comunicació, el sector audiovisual, les TICS, Internet i els Nous Mitjans; ajudar a desenvolupar projectes audiovisuals i comunicatius a la Universitat, en empreses, institucions publicoprivades; confiança i capacitat de debatre i defensar les seves opinions de forma constructiva, punt en format text com amb eines i metodologies comunicatives de l'audiovisual, gaudir punt d'utilitzar la seva pròpia iniciativa com de treballar en grup de manera responsable; acceptar crítiques raonables i aprendre dels seus errors; passió per lluitar per la promoció desenvolupo de projectes audiovisuals durant i, després de la realització dels estudis, connectar apropiadament amb una àmplia varietat de persones i amb la diversitat de processos comunicatius presents en la comunicació audiovisual, la seva indústria i processos al llarg de tota la cadena de valor de l'audiovisual; comunicar-se de forma expressiva, fluida i convincent punt de forma verbal com a escrita; comprendre, analitzar i presentar amb exactitud informació bàsica, punt quantitativa com a qualitativa; un domini bàsic de la tecnologia de la informació i comunicació i tenir la capacitat i la voluntat d'adquirir una competència suficient en elles, durant el primer any aproximadament.

## Assignatures
- Teories de la comunicació (Bàsica)
- Fonaments tecnològics de la Comunicació Audiovisual (Obligatòria)
- Història contemporània (Bàsica)
- Introducció a l'economia (Bàsica)
- Llengua, expressió oral i escrita (Obligatòria)
- Cultura digital (Bàsica)
- Documentació Audiovisual (Bàsica)
- Moviments estètics contemporanis (Bàsica)
- Estructura social contemporània (Bàsica)
- Moviment polítics contemporanis (Bàsica)
- Dret de la informació (Bàsica)
- Història dels mitjans audiovisuals (Obligatòria)
- Processos i efectes mediàtics (Obligatòria)
- Narrativa audiovisual (Obligatòria)
- Estructura del sistema audiovisual (Obligatòria)
- Empresa audiovisual (Bàsica)
- Adreça d'audiovisuals de ficció (Obligatòria)
- Realització de produccions per a televisió (Obligatòria)
- Producció i realització de ràdio (Obligatòria)
- Producció, distribució i exhibició (Obligatòria)
- Teories del cinema (Obligatòria)
- Mètodes de recerca en comunicació (Obligatòria)
- Fotografia (Obligatòria)
- Entorns informàtics (Obligatòria)
- Optativa 1
- Gèneres audiovisuals (Obligatòria)
- Indústries culturals (Obligatòria)
- Producció i gestió audiovisual (Obligatòria)
- Tecnologia i tècnica audiovisual (Obligatòria)
- Optativa 2
- Estratègies de programació en radi i televisió(Obligatòria)
- Guió d'audiovisuals de ficció (Obligatòria)
- Recerca d'audiències (Obligatòria)
- Optativa 3
- Optativa 4
- Pràctiques externes (Obligatòria)
- Treball de finalització de grau (Obligatòria)

Cregui i desenvolupa productes audiovisuals com a programes comunicacionales, espot publicitaris, video clip, ciberseries, animació, llocs web, cinema, documentals, curtmetratges, llargmetratges, etc. en àmbits com la Televisió, cinema i ràdio.